# 曾毅 (病毒学家)
曾毅（1929年3月8日—2020年7月13日），原名曾汉忠，男，广东揭西人，中国病毒学家，中国共产党党员，中国科学院院士，法国国家医学科学院外籍院士、俄罗斯医学科学院外籍院士，曾任中国预防医学科学院院长。

## 生平
1929年3月8日，曾毅出生于广东揭西县五经富镇八村，家中经商。1941年进入经富中学读书，1943年1月考入梅县东山中学读高中。1946年，考取复旦大学商学院统计专业。1947年，离开复旦大学进入上海医学院学习。1952年，毕业于上海第一医学院医疗系。
1956年，调入北京中国医学科学院微生物系病毒所，师从病毒学家黄祯祥。1974至1975年，在英国的格拉斯哥病毒研究所做客座研究员从事肿瘤基础研究。1986至1987年，在法国国家科学研究中心作为客座研究员从事HIV的研究。
2020年7月13日，在北京病逝。

## 学术贡献
曾毅从1973年开始研究EB病毒与鼻咽癌的关系，首次证实了EB病毒能诱发鼻咽癌，建立了一系列鼻咽癌的血清学诊断方法，大大提高了鼻咽癌的早期诊断率；从1984年起艾滋病的研究，证明了1984年艾滋病已开始传入中国，1987年分离出中国第一个HIV-1毒株。

## 荣誉
1993年，曾毅当选为俄罗斯医学科学院外籍院士，中国科学院院士。

## 家庭
曾毅共五兄弟：
- 曾思明（原名曾汉光），曾毅大哥，曾任中国新闻社香港分社副社长，香港中国通讯社副社长兼泰国分社社长[2]
- 曾汉真，曾毅三弟
- 曾汉民，曾毅四弟，曾任中山大学校长
- 曾汉瑞，曾毅五弟，退伍海军军人

妻子李泽琳，两人于1953年结婚。